# Paralampona wogwog
Paralampona wogwog är en spindelart som beskrevs av Norman I. Platnick 2000. Paralampona wogwog ingår i släktet Paralampona och familjen Lamponidae.
Artens utbredningsområde är New South Wales. Inga underarter finns listade i Catalogue of Life.